# Jordi Arnau
Jordi Arnau, född den 7 april 1970 i Terrassa, Katalonien, är en spansk landhockeyspelare.
Han tog OS-silver i herrarnas landhockeyturnering i samband med de olympiska landhockeytävlingarna 1996 i Atlanta.